# Sternwanderung
Als Sternwanderung wird in der populären Astronomie eine längere Sternführung durch himmelskundige Personen bezeichnet, bei der die Teilnehmer ein bis mehrere Stunden in naturnaher Umgebung unterwegs sind.
Viele Astrovereine und auch manche Orte in Lichtschutzgebieten veranstalten solche Sternennächte. Sie bieten neben dem Kennenlernen des Sternhimmels, reichlicher Zeit für Gespräche und fachliche Fragen meist auch ein starkes Naturerleben, weil heutige Stadtbewohner kaum mehr mit natürlicher Dunkelheit vertraut sind.
Im Tourismus steht der Begriff Sternwanderung – analog zur Sternfahrt – für ein gleichzeitiges Erwandern eines Zieles (Berghütte, Gipfel, Quellfluss usw.) aus verschiedenen Richtungen. Solche Veranstaltungen werden meist von Wandervereinen organisiert, aber auch von Ortsgemeinden zu bestimmten Anlässen wie Jubiläen, Eröffnungen, Musikfesten und ähnlichem.

## Wiener Sternwanderungen von 1920 bis 1960
In den bildungshungrigen Zeiten nach dem Ersten Weltkrieg war in Wien eine Blütezeit langer Sternwanderungen. Populär gemacht hat sie der Wiener Universitätsprofessor Oswald Thomas, der 1924 auch den Österreichischen Astroverein gründete.
Die Wanderungen am westlichen Wiener Stadtrand – die manchmal bis in die frühen Morgenstunden dauerten – begannen am beschaulichen Sommerhaidenweg beim Heurigenort Neustift am Walde (Wien 19), führen dann an den Weinbergen vorbei und bei gutem Himmel noch einige Kilometer in den von keinem künstlichen Licht beeinträchtigten Wienerwald hinauf.
Wie ein damaliger Teilnehmer (siehe Literatur) schrieb, machte Prof. Thomas nach etwa einer Stunde eine längere Pause an einem Platz mit weitem Blick auf den Himmel und gab seinen faszinierten Zuhörern genauere Erklärungen der Sternbilder und Planeten sowie Gelegenheit zu vielen Fragen. Trotz seiner Leutseligkeit verlangte er aber mit strengem Blick einen Abstand von mindestens anderthalb Metern.
Durch seine ab den 1950er Jahren schon weiße Haarpracht war der Gelehrte auch im nächtlichen Dunkel weithin sichtbar – und wohl auch hörbar, weil es manchmal mehrere hundert Mitwanderer gab. Unter ihnen waren von einfachen Arbeitern und Wäscherinnen bis zu Lehrern, Ärzten und hohen Beamten alle Stände vertreten.
Wenn das Interesse besonders groß war, konnte die Sternennacht bis in die frühen Morgenstunden dauern, bis die ersten Straßenbahnen zurück in die Stadt fuhren.

## Astronomische Sternwanderungen heute
Heute finden in allen Ländern wesentlich mehr Sternführungen als früher statt, weil einerseits
- das astronomische Interesse durch Raumfahrt, soziale Medien und Internet stark gewachsen ist,
- andrerseits in den letzten Jahrzehnten viele Astrovereine und auch Volkssternwarten gegründet wurden.
- Die Sichtbedingungen haben sich allerdings in den Städten und auch kleineren Orten durch die weiterhin zunehmende Lichtverschmutzung massiv verschlechtert.

Daher wächst der Wunsch, Sternabende an dunklen Beobachtungsplätzen zu erleben. Darin kommt auch das Bedürfnis vieler Menschen nach Ruhe und Kontakt zur Natur zum Ausdruck.
Nächtliche astronomische Wanderungen sind allerdings wegen Stolpern über Wurzeln oder Sturz nicht überall ungefährlich. Speziell darauf geachtet wird in den vielerorts entstehenden Lichtschutzgebieten. In Österreich finden Sternwanderungen von Gruppen u. a. im Naturpark Attersee-Traunsee (Salzkammergut) sowie bei Großmugl (Niederösterreich) statt, kürzere auch in anderen „Sternoasen“ wie auf Almen in Kärnten oder beim Wiener Sterngarten. Dabei fällt den Führenden häufig auf, dass die Teilnehmer oft Taschenlampen verwenden wollen, obwohl das andere stört und wegen der Dunkeladaption der Augen nach 1–2 Minuten nicht mehr nötig ist.

### Wanderungen bei Vollmond oder mit Meditation
Vor einigen Jahren kamen vielerorts auch Wanderungen bei Vollmond auf, die allerdings weniger dem Sternhimmel als dem Erleben von Natur und Tierstimmen dienen.
Meditation unter Sternen entsprechen einem ähnlichen Bedürfnis nach Ruhe und Naturnähe wie die obgenannten Nachtwanderungen. Einer der ersten Organisationen mit solchen Angeboten war der Österreichische Astroverein, der jährlich 2–3 Mal beim Wiener Sterngarten solche Abende anbietet. Sie werden hier allerdings nicht mit einer Nachtwanderung kombiniert.

### Mögliche Gefahren und Eigenverantwortung
Bei Nacht ist natürlich die Gefahr von Unfällen größer als bei Tageswanderungen – vor allem weil ja die Verwendung von Taschen- oder Stirnlampen die anderen Teilnehmer stören würden. Ja sogar das kurze Aufblitzen eines Handy-Displays kann die Augen wegen des hohen Blauanteils im Licht für 2–3 (2–5) Minuten nachtblind machen.

## Sternwanderungen im touristischen Sinn
Eine gänzlich andere Bedeutung hat das Wort „Sternwanderung“
- für Wandervereine, Pfadfinder, kirchliche oder andere Jugendgruppen
- für Feuerwehr- und Musikfeste,
- als lockende Ziele im Tourismus
- oder für lokale Kulturveranstaltungen.

Der Organisator gibt ein geografisches oder sonst bedeutungsvolles Ziel vor, das etwa gleichzeitig von verschiedenen Richtungen erwandert wird.
Am Zielpunkt (Berghütte oder Gipfel, ein beliebtes Gasthaus, bedeutende Örtlichkeiten wie Denkmäler, Brunnen usw.) findet eine Feierlichkeit statt (Bergmesse, Musikfest, Eröffnung, manchmal eine Hochzeit oder anderes Familienfest) oder einfach ein Vereinstreffen mit gemeinsamen Essen.